# Lipari (ö)

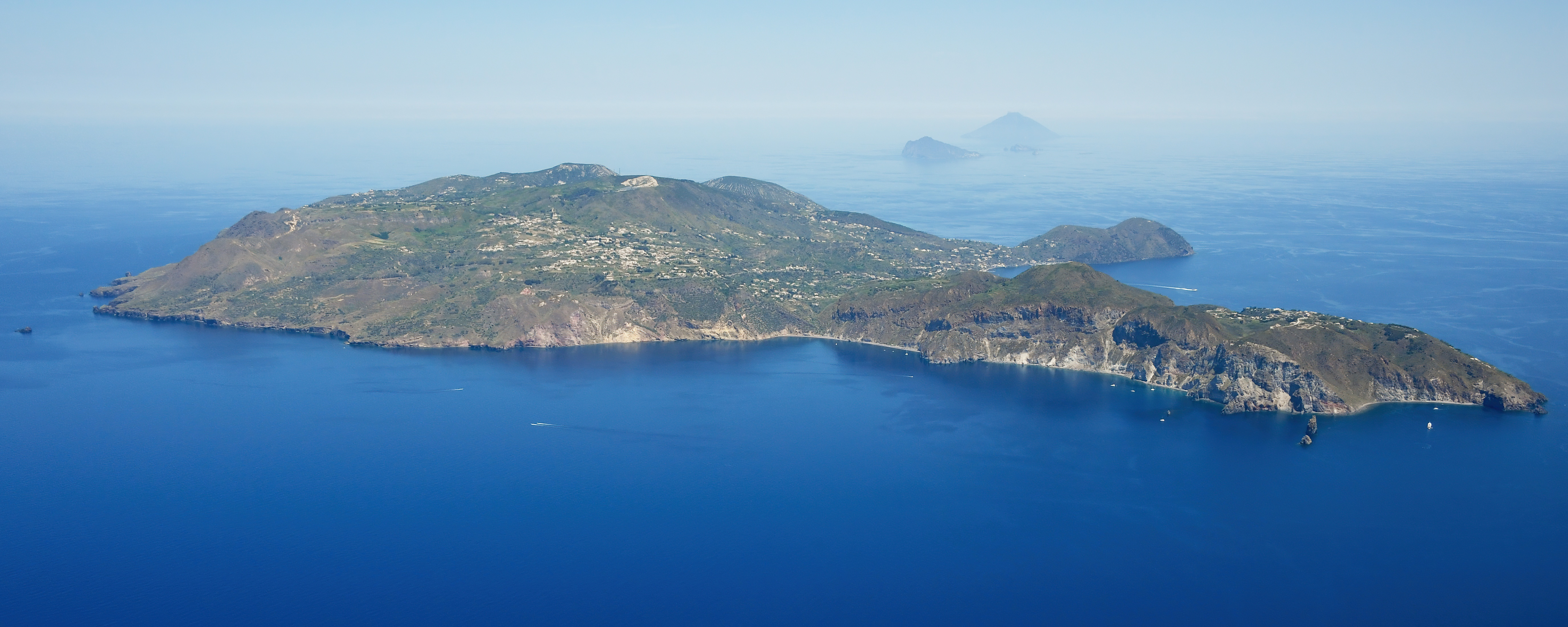
Ön Lipari

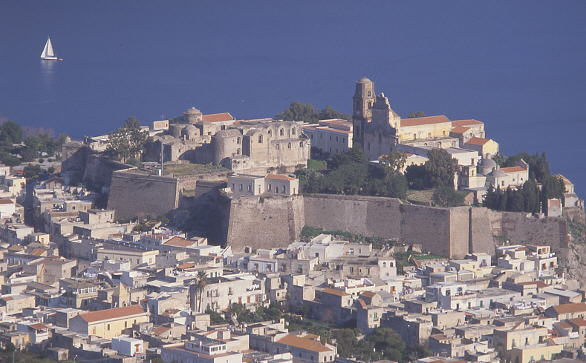
Lipari Castello

Lipari (sicilianska: Lìpari, latin: Lipara, antik grekiska: Meligunis) är den största av de Eoliska öarna i Tyrrenska havet utanför norra kusten av Sicilien och är även namnet på den öns största stad. Ön har en permanent befolkning på cirka 11 000 personer, men under turistsäsongen från maj till september ökar befolkningen till omkring 20 000.

## Geografi
Lipari är den största av de öar som är belägna i en kedja av öar i en vulkanisk ögrupp belägen mellan Vesuvius och Etna. Ön täcker en total yta på 37,6 kvadratkilometer och ligger 30 kilometer från Sicilien. Utöver öns dominerande stad så lever större delen av öns permanenta befolkning i fyra byar: Pianoconte, Quattropani, Acquacalda och Canneto. 